# خودوبکا
خودوبکا (به لهستانی:  Chodubka) یک روستا در لهستان است که در گمینا کوچبورک-اوسادا واقع شده‌است.